# Ligusticum nullivittatum
Ligusticum nullivittatum là một loài thực vật có hoa trong họ Hoa tán. Loài này được (K.T. Fu) F.T. Pu & M.F. Watson mô tả khoa học đầu tiên năm 2004.